# روبن شوستر
روبن شوستر (بالألمانية: Robin Schuster)‏ (24 أبريل 1987 في ألمانيا - ) هو لاعب كرة قدم ألماني في مركز الدفاع. لعب مع نادي شتوتغارت وفي إف بي شتوتغارت الثاني وSC Freiburg II ‏ وSG Sonnenhof Großaspach ‏.

## وصلات خارجية
- روبن شوستر على موقع قاعدة بيانات كرة القدم.إي يو (الإنجليزية)
- روبن شوستر على موقع بيانات كرة القدم. دي إي (الألمانية)
- روبن شوستر على موقع عالم كرة القدم.نت (الإنجليزية)